# Humanitas Prize
Humanitas Prize – nagroda przyznawana od roku 1974 za film lub program telewizyjny zrealizowany w celu obrony ludzkiej godności, szacunku i wolności.
Nagrodzony twórca scenariusza (filmu lub konkretnego odcinka programu TV) otrzymuje zarówno statuetkę jak i nagrodę pieniężną. Całkowita pula wynosi 145 000 dolarów amerykańskich i jest dzielona między nagrodzonych w ośmiu kategoriach:
|    | Kategoria                    | Wysokość nagrody w dolarach |
| -- | ---------------------------- | --------------------------- |
| 1. | Film pełnometrażowy          | 25 000                      |
| 2. | Film 90-minutowy             | 25 000                      |
| 3. | Film 60-minutowy             | 15 000                      |
| 4. | Film 30-minutowy             | 10 000                      |
| 5. | Film dla dzieci              | 25 000                      |
| 6. | Animowany film dla dzieci    | 25 000                      |
| 7. | Film Sundance                | 10 000                      |
| 8. | The Angell Comedy Fellowship | 10 000                      |

Dziennikarka Barbara Walters powiedziała o nagrodzie: „Czym nagroda Nobla jest dla literatury i nagroda Pulitzera jest dla dziennikarstwa tym nagroda Humanitas jest dla amerykańskiej telewizji”.